# Élections régionales de 2015 en Languedoc-Roussillon-Midi-Pyrénées
Pour un article plus général, voir Élections régionales françaises de 2015.
Les élections régionales en Languedoc-Roussillon-Midi-Pyrénées (LRMP) se déroulent les 6 et 13 décembre 2015.

## Mode de scrutin
Le mode de scrutin est fixé par le Code électoral. Les conseillers régionaux sont élus pour six ans : Les conseillers régionaux sont élus au scrutin de liste à deux tours sans adjonction ni suppression de noms et sans modification de l'ordre de présentation. Chaque liste est constituée d'autant de sections qu'il y a de départements dans la région.
Si une liste a recueilli la majorité absolue des suffrages exprimés au premier tour, le quart des sièges lui est attribué. Le reste est réparti à la proportionnelle suivant la règle de la plus forte moyenne. Une liste ayant obtenu moins de 5 % des suffrages exprimés ne peut se voir attribuer un siège. Sinon on procède à un second tour où peuvent se présenter les listes ayant obtenu 10 % des suffrages exprimés. La composition de ces listes peut être modifiée pour comprendre les candidats ayant figuré au premier tour sur d’autres listes, sous réserve que celles-ci aient obtenu au premier tour au moins 5 % des suffrages exprimés et ne se présentent pas au second tour. À l’issue du second tour, les sièges sont répartis de la même façon.
Les sièges étant attribués à chaque liste, on effectue ensuite la répartition entre les sections départementales, au prorata des voix obtenues par la liste dans chaque département.

## Résultat de l'élection précédente
| Tête de liste  | Tête de liste        | Liste                                      | Premier tour | Premier tour | Second tour | Second tour | Sièges | Sièges |
| Tête de liste  | Tête de liste        | Liste                                      | #            | %            | #           | %           | #      | %      |
| -------------- | -------------------- | ------------------------------------------ | ------------ | ------------ | ----------- | ----------- | ------ | ------ |
|                | Georges Frêche*      | DVG - PRG - MRC - PS dissidents            | 304 810      | 34,28        | 493 180     | 54,19       | 44     | 65,67  |
|                | Raymond Couderc      | Majorité présidentielle                    | 174 523      | 19,63        | 240 556     | 26,43       | 13     | 19,40  |
|                | France Jamet         | FN                                         | 112 656      | 12,67        | 176 380     | 19,38       | 10     | 14,93  |
|                | Jean-Louis Roumégas  | EE - Cap21                                 | 81 120       | 9,12         |             |             |        |        |
|                | René Revol           | FG - NPA - Alternatifs - FASE - M'PEP - OC | 76 418       | 8,60         |             |             |        |        |
|                | Hélène Mandroux      | PS                                         | 68 774       | 7,74         |             |             |        |        |
|                | Patrice Drevet       | AEI                                        | 34 430       | 3,87         |             |             |        |        |
|                | Christian Jeanjean   | CNIP - PLD                                 | 18 017       | 2,03         |             |             |        |        |
|                | Jean-Claude Martinez | PDF - MVL                                  | 6 607        | 0,74         |             |             |        |        |
|                | Richard Roudier      | BI                                         | 6 086        | 0,68         |             |             |        |        |
|                | Liberto Plana        | LO                                         | 5 622        | 0,63         |             |             |        |        |
|                |                      |                                            |              |              |             |             |        |        |
| Inscrits       | Inscrits             | Inscrits                                   | 1 852 959    | 100,00       | 1 853 111   | 100,00      |        |        |
| Abstentions    | Abstentions          | Abstentions                                | 931 427      | 50,27        | 878 908     | 47,43       |        |        |
| Votants        | Votants              | Votants                                    | 921 532      | 49,73        | 974 203     | 52,57       |        |        |
| Blancs et nuls | Blancs et nuls       | Blancs et nuls                             | 32 469       | 3,52         | 64 087      | 6,58        |        |        |
| Exprimés       | Exprimés             | Exprimés                                   | 889 063      | 96,48        | 910 116     | 93,42       |        |        |

* liste du président sortant
| Tête de liste  | Tête de liste      | Liste                   | Premier tour | Premier tour | Second tour | Second tour | Sièges | Sièges |
| Tête de liste  | Tête de liste      | Liste                   | #            | %            | #           | %           | #      | %      |
| -------------- | ------------------ | ----------------------- | ------------ | ------------ | ----------- | ----------- | ------ | ------ |
|                | Martin Malvy*      | PS - PRG - MRC          | 415 099      | 40,93        | 705 449     | 67,77       | 69     | 75,82  |
|                | Gérard Onesta      | EE - MEI - PO           | 136 557      | 13,46        | 705 449     | 67,77       | 69     | 75,82  |
|                | Christian Picquet  | FG - M'PEP              | 70 074       | 6,91         | 705 449     | 67,77       | 69     | 75,82  |
|                | Brigitte Barèges   | Majorité présidentielle | 220 625      | 21,75        | 335 518     | 32,23       | 22     | 24,17  |
|                | Frédéric Cabrolier | FN                      | 95 693       | 9,44         |             |             |        |        |
|                | Arnaud Lafon       | MoDem                   | 38 290       | 3,78         |             |             |        |        |
|                | Myriam Martin      | NPA - MOC               | 29 322       | 2,89         |             |             |        |        |
|                | Sandra Torremocha  | LO                      | 8 550        | 0,84         |             |             |        |        |
|                |                    |                         |              |              |             |             |        |        |
| Inscrits       | Inscrits           | Inscrits                | 2 038 106    | 100,00       | 2 037 904   | 100,00      |        |        |
| Abstentions    | Abstentions        | Abstentions             | 983 383      | 48,25        | 930 238     | 45,65       |        |        |
| Votants        | Votants            | Votants                 | 1 054 723    | 51,75        | 1 107 666   | 54,35       |        |        |
| Blancs et nuls | Blancs et nuls     | Blancs et nuls          | 40 513       | 3,84         | 66 699      | 6,02        |        |        |
| Exprimés       | Exprimés           | Exprimés                | 1 014 210    | 96,16        | 1 040 967   | 93,98       |        |        |

* liste du président sortant

## Contexte régional
Le contexte régional est marqué par la fusion des listes EELV et PS, ainsi que par les spécificités liées à l'arrivée du TGV.

### Fusion PS-EELV
Carole Delga (PS) et Gérard Onesta (EELV) se sont opposés au premier tour sur les questions des gares TGV.
En raison du contexte régional, ils ont été conduits à s'allier dans une liste fusionnée au deuxième tour. Cette fusion s'est faite selon une clé de "29,7 % et 70,30 %", respectivement pour l'ensemble EELV-FG et le PS.
De son côté le maire de Montpellier (DVG) n'a pas pu reconduire sa liste en raison d'un score de 5%. Mais n'a pas appelé à voter pour la liste socialiste; il a appelé à s'opposer au front national.

## Assemblées régionales sortantes
- Communiste, républicain et citoyen: 5 sièges
- Majorité Régionale (Socialistes et Apparentés): 31 sièges

Conseil régional du Languedoc-Roussillon avant l'élection :'
Communiste, républicain et citoyen: 5 sièges
Majorité Régionale (Socialistes et Apparentés): 31 sièges
Radicaux de Gauche: 4 sièges
Écologistes et Apparentés: 3 sièges
Divers - Sans groupe: 2 sièges
Union Centriste: 4 sièges
Les Républicains - Opposition Régionale: 8 sièges
Front National: 10 sièges

Conseil régional de Midi-Pyrénées avant l'élection :'
Front de gauche: 6 sièges
Europe Ecologie: 17 sièges
Groupe Socialiste et Républicain: 36 sièges
Radicaux de gauche: 10 sièges
Groupe Union des élus de la Droite et du Centre: 21 sièges
Non-inscrit: 1 siège

La région Midi-Pyrénées est représentée par 91 conseillers. La région Languedoc-Roussillon a 67 conseillers. La nouvelle assemblée comprendra un total de 158 conseillers.
| Département                 | FdG | EELV MEI, PO | PS DVG | PRG | LR UDI, MD | FN | Total |
| --------------------------- | --- | ------------ | ------ | --- | ---------- | -- | ----- |
| Département                 |     |              |        |     |            |    |       |
| Ariège                      | -   | 1            | 2      | 1   | 1          | -  | 5     |
| Aude                        | 1   | 1            | 4      | 1   | 1          | 1  | 9     |
| Aveyron                     | -   | 2            | 4      | 1   | 3          | -  | 10    |
| Gard                        | 1   | -            | 9      | 1   | 4          | 3  | 18    |
| Gers                        | -   | 1            | 3      | 1   | 1          | -  | 6     |
| Haute-Garonne               | 3   | 8            | 14     | 3   | 9          | -  | 37    |
| Hautes-Pyrénées             | 1   | 1            | 3      | 1   | 2          | -  | 8     |
| Hérault                     | 2   | 1            | 13     | 2   | 5          | 4  | 27    |
| Lot                         | -   | 1            | 3      | 1   | 1          | -  | 6     |
| Lozère                      | -   | -            | 1      | -   | -          | -  | 1     |
| Pyrénées-Orientales         | 1   | 1            | 5      | -   | 3          | 2  | 12    |
| Tarn                        | 2   | 2            | 5      | -   | 3          | -  | 12    |
| Tarn-et-Garonne             | -   | 1            | 2      | 2   | 2          | -  | 7     |
| Nombre total de conseillers | 11  | 20           | 68     | 14  | 35         | 10 | 158   |

## Listes et candidats

### Têtes de liste départementales au premier tour
| Listes | Listes                                                                                                 | Ariège                 | Aude                | Aveyron               | Gard              | Gers                   | Haute-Garonne         | Hautes-Pyrénées        | Hérault              | Lot                 | Lozère                 | Pyrénées-Orientales | Tarn                  | Tarn-et-Garonne   |
| ------ | --- | ---------------------- | ------------------- | --------------------- | ----------------- | ---------------------- | --------------------- | ---------------------- | -------------------- | ------------------- | ---------------------- | ------------------- | --------------------- | ----------------- |
|        | Je m'engage pour ma Région Dominique Reynié (LR-UDI-MoDem-CPNT)                                        | Philippe Calleja       | Michel Py           | Dominique Reynié      | Christophe Rivenq | Gérard Dubrac          | Vincent Terrail-Novès | Gérard Trémège         | Stéphan Rossignol    | Aurélien Pradié     | Jean de Lescure        | Bernard Dupont      | Bernard Carayon       | Thierry Deville   |
|        | Notre Sud, une région forte, créative et solidaire Carole Delga (PS-PRG-MRC-GE)                        | Kamal Chibli           | Hélène Giral        | Stéphane Bérard       | Damien Alary      | Jean-Louis Guilhaumon  | Carole Delga          | Pascale Péraldi        | Virginie Rozière     | Vincent Labarthe    | Aurélie Maillols       | Jacques Cresta      | Claire Fita           | Sylvia Pinel      |
|        | Force France Sud la Région la France la Vie Jean-Claude Martinez (EXD)                                 | Philippe Fraisse       | Bernadette Mengual  | Benoît de la Sayette  | Jean Miclot       | Virginie Bouguereau    | Marie-Claire Danen    | Hervé Sens             | Jean-Claude Martinez | Dominique Durand    | Jean-Luc Bouchereau    | Pierre Aloy         | Jean-François Lacombe | Pierre Verdier    |
|        | Le Bien Commun Christophe Cavard (UDE-Cap21-PNO)                                                       | Julienne Mukabucyana   | Michel Cornuet      | Jacqueline Dufour     | Christophe Cavard | Alexis Boudaud Anduaga | Marie-Ange Billot     | Fabienne Lada          | Sabria Bouallaga     | Paul Yobo           | Christian Roux         | Menouar Benfodda    | Laurence Guinamant    | Jérôme Piques     |
|        | Indignez-vous avec Nouvelle Donne Gilles Fabre (ND)                                                    | Laurent Gauthier       | Marc Casademont     | Danielle Perrenot     | Gaëtan Guichard   | Pierre-Henri Laborde   | Christophe Rudelle    | Jean-Paul Dewaele      | Gilles Fabre         | Edouard Foucaud     | Magali Comte-Grognard  | Michel Chastaing    | Michel Bernadou       | Gérard Jaeger     |
|        | L'UPR, avec François Asselineau - le parti qui monte malgré le silence des médias Yvan Hirimiris (UPR) | Pascal Brouet          | Patrick Ramirez     | Loïc Massebiau        | Thierry Barnabé   | Bernard Bouhours       | Romain Roumieu        | Robert Aignan          | Thomas Hirsch        | Cyrille Garcia      | Pascal Canet           | Blandine Urbanski   | Reynald Vadepied      | Bernard Zanusso   |
|        | Citoyens du Midi Philippe Saurel (DVG)                                                                 | Michel Galesi          | Serge Loubet        | Régis Cailhol         | Éric Doulcier     | Étienne Verret         | Mathide Tolsan        | Jean-Pierre Artiganave | Philippe Saurel      | Marie-Odile Delcamp | Alain Argilier         | Jean-Louis Démelin  | Pierre Verdier        | Rose Velay Cambon |
|        | Liste Front National présentée par Marine Le Pen Louis Aliot (FN)                                      | Bernard Gondran        | Christophe Barthès  | Jean-Guillaume Remise | Julien Sanchez    | Jean-Luc Yelma         | Maïthé Carsalade      | Olivier Monteil        | Gérard Prato         | Emmanuel Crenne     | Jean-François Pardigon | Jean-François Fons  | Jean-Paul Piloz       | Thierry Viallon   |
|        | Nouveau monde en commun Gérard Onesta (EELV-FG-NGS-POC-ERC)                                            | François Calvet        | Patric Roux         | Guilhem Sérieys       | Vincent Bouget    | Fatma Adda             | Gérard Onesta         | Yolande Guinle         | Muriel Ressiguier    | Marie Piqué         | Corinne Sauvion        | Agnès Langevine     | Guillaume Cros        | Serge Regourd     |
|        | Debout la France avec Nicolas Dupont-Aignan Damien Lempereur (DLF)                                     | Jean-Étienne Hannequin | Hervé Boissonade    | Fabien Lombard        | Jean Isnard       | Bruno Dienot           | Damien Lempereur      | Patrick Saffores       | Michel Colas         | Bernard Brugalières | Loïc Marchand          | Sébastien Menard    | Jean-Marc Bardou      | Morgan Lenglet    |
|        | Lutte Ouvrière - Faire entendre le camp des travailleurs Sandra Torremocha (LO)                        | Gisèle Lapeyre         | Dominique Galonnier | Clotilde Barthélémy   | Isabelle Leclerc  | Tristan Lalanne        | Sandra Torremocha     | François Meunier       | Maurice Chaynes      | Vincent Combes      | Caroline Poupard       | Pascale Advenard    | Chantal Tressens      | Richard Blanco    |

### Têtes de liste départementales au second tour
| Listes | Listes                                                               | Ariège           | Aude               | Aveyron               | Gard              | Gers                  | Haute-Garonne         | Hautes-Pyrénées | Hérault           | Lot              | Lozère                 | Pyrénées-Orientales | Tarn            | Tarn-et-Garonne |
| ------ | -------------------------------------------------------------------- | ---------------- | ------------------ | --------------------- | ----------------- | --------------------- | --------------------- | --------------- | ----------------- | ---------------- | ---------------------- | ------------------- | --------------- | --------------- |
|        | Je m'engage pour ma Région Dominique Reynié (LR-UDI-MoDem-CPNT)      | Philippe Calleja | Michel Py          | Dominique Reynié      | Christophe Rivenq | Gérard Dubrac         | Vincent Terrail-Novès | Gérard Trémège  | Stéphan Rossignol | Aurélien Pradié  | Jean de Lescure        | Bernard Dupont      | Bernard Carayon | Thierry Deville |
|        | Notre Sud en commun Carole Delga (PS-PRG-MRC-GE EELV-FG-NGS-POC-ERC) | Kamal Chibli     | Hélène Giral       | Stéphane Bérard       | Damien Alary      | Jean-Louis Guilhaumon | Carole Delga          | Pascale Péraldi | Virginie Rozière  | Vincent Labarthe | Aurélie Maillols       | Agnès Langevine     | Claire Fita     | Sylvia Pinel    |
|        | Liste Front National présentée par Marine Le Pen Louis Aliot (FN)    | Bernard Gondran  | Christophe Barthès | Jean-Guillaume Remise | Julien Sanchez    | Jean-Luc Yelma        | Maïthé Carsalade      | Olivier Monteil | Gérard Prato      | Emmanuel Crenne  | Jean-François Pardigon | Jean-François Fons  | Jean-Paul Piloz | Thierry Viallon |

### Situation par parti

#### Les Républicains et alliés
Dominique Reynié est la tête de liste régionale pour Les Républicains allié avec l'UDI.
Philippe Bonnecarrère, sénateur du Tarn, conseiller municipal d'Albi (ancien maire de 1995 à 2014), président de la communauté d'agglomération de l'Albigeois avait dans un premier temps été désigné chef de file de l'UDI mais les deux partis ont décidé de s'allier le 25 avril 2015 en optant pour une liste commune.
Le parti Chasse, pêche, nature et traditions (CPNT) a décidé de se rallier à Dominique Reynié le 25 juin 2015.
Le MoDem a quant à lui désigné Robert Rochefort comme chef de file en Languedoc-Roussillon-Midi-Pyrénées le 23 avril 2015, avant que le parti ne décide finalement de s'allier avec la liste d'Union de la droite et du centre.

#### Parti socialiste (PS)
Carole Delga, secrétaire d'État chargée du Commerce, de l'Artisanat, de la Consommation et de l'Économie sociale et solidaire, et Damien Alary, président du Conseil régional du Languedoc-Roussillon ont été investis par le PS pour mener la liste,. Christian Teyssèdre, maire de Rodez, avait abandonné juste avant le vote, faute de soutiens locaux et reprochant des inégalités de traitement. Le président sortant de Midi-Pyrénées, Martin Malvy, avait annoncé ne pas se représenter.
Après plusieurs semaines de négociations difficiles, un accord entre le PS et le PRG est finalement annoncé le 27 juillet 2015. Le PRG a finalement accepté de laisser la tête de liste régionale à la socialiste Carole Delga au détriment de la radicale Sylvia Pinel.

#### Force France sud
Liste conduite par Jean-Claude Martinez.

#### Le Bien commun
Liste menée par Christophe Cavard.

#### Nouvelle Donne (ND)
Les têtes de listes pour Nouvelle Donne ont été désignées par un jury de 11 adhérents tirés au sort. La plupart ne s'étaient jamais engagés auparavant en politique. Gilles Fabre a été désigné tête de liste régionale le 12 septembre 2015.

#### Union populaire républicaine (UPR)
Yvan Hirimiris est la tête de liste régionale pour l'Union populaire républicaine.

#### Citoyens du Midi
Liste menée par Philippe Saurel.

#### Front national (FN)
Louis Aliot , vice-président du Front national, conseiller régional de Languedoc-Roussillon depuis 2010, conseiller municipal de Perpignan et député européen depuis 2014, a été désigné tête de liste régionale.

#### Europe Écologie Les Verts (EELV), Front de gauche (FG), Régions et peuples solidaires (R&PS)
Gérard Onesta, vice-président du Conseil régional de Midi-Pyrénées chargé des affaires européennes et ancien vice-président du Parlement européen, a été investi par EELV  et les composantes du Rassemblement citoyen, écologiste et solidaire  pour mener la liste. Il avait déjà été tête de liste de la liste d'union EELV-MEI aux élections régionales de 2010 réalisant un score de 13,46 % au premier tour. De son côté le conseiller sortant Guilhem Serieys (PG) s'est affirmé comme partisan du rassemblement. La conseillère sortante Marie-Pierre Vieu a été, elle, désignée chef de file du PCF conjointement avec Jean-Luc Gibelin.
EELV, le PG et R&PS (rassemblant pour cette circonscription électorale le Parti occitan et ERC) ont lancé conjointement la plate-forme Le Projet en commun afin d'élaborer un programme de manière participative. Cette initiative est ensuite officiellement rejointe par les militants du PCF et d'Ensemble !, ainsi que par la Nouvelle Gauche socialiste (formation autour de Liêm Hoang-Ngoc et des déçus du PS).

#### Debout la France (DLF)
Damien Lempereur,, 31 ans, est la tête de liste désignée. Avocat au Barreau de Paris, membre du bureau politique de Debout la France, délégué national aux partis politiques étrangers au sein du parti, ex directeur stratégique de Nicolas Dupont-Aignan lors de l'élection présidentielle de 2012,.

#### Lutte ouvrière (LO)
Liste conduite par Sandra Torremocha, soutenue par le Nouveau Parti anticapitaliste.

## Sondages
Avertissement : Les résultats des intentions de vote ne sont que la mesure actuelle des rapports de forces politiques. Ils ne sont en aucun cas prédictifs du résultat des prochaines élections.
La marge d'erreur de ces sondages est de 4,5 % pour 500 personnes interrogées, 3,2 % pour 1000, 2,2 % pour 2000 et 1,6 % pour 4000.

### Premier tour
| Institut      | Date                             | Échantillon | Sandra Torremocha (LO) | Guilhem Sérieys (FG)                 | Gérard Onesta (EELV)                 | Gilles Fabre (ND) | Carole Delga (PS)          | Christophe Cavard (DVE)      | Philippe Saurel (DVG) | Yvan Hirimiris (UPR) | Robert Rochefort (MoDem)    | Dominique Reynié (LR-UDI)   | Damien Lempereur (DLF) | Louis Aliot (FN) | Jean-Claude Martinez (EXD) | Autres |
| ------------- | -------------------------------- | ----------- | ---------------------- | ------------------------------------ | ------------------------------------ | ----------------- | -------------------------- | ---------------------------- | --------------------- | -------------------- | --------------------------- | --------------------------- | ---------------------- | ---------------- | -------------------------- | ------ |
| Institut      | Date                             | Échantillon |                        |                                      |                                      |                   |                            |                              |                       |                      |                             |                             |                        |                  |                            |        |
| Ifop          | 30 juin au 2 juillet 2015        | 917         | -                      | 9 %                                  | 7 %                                  | -                 | 22 %                       | -                            | 9 %                   | -                    | 23 % (Reynié)               | 23 % (Reynié)               | 2 %                    | 27 %             | 1 %                        | -      |
| PollingVox    | 3 au 5 juillet 2015              | 818         | -                      | -                                    | 14 % (avec PG)                       | -                 | 19 % (avec PCF)            | -                            | 11 % (avec PRG)       | -                    | 25 % (Reynié)               | 25 % (Reynié)               | 4 %                    | 27 %             | -                          | -      |
| OpinionWay    | 3 au 8 septembre 2015            | 1090        | -                      | 16 % (Onesta)                        | 16 % (Onesta)                        | -                 | 22 % (avec PRG)            | -                            | 8 %                   | -                    | -                           | 24 %                        | 3 %                    | 27 %             | -                          | -      |
| Ifop          | 10 au 14 septembre 2015          | 1002        | -                      | 16 % (Onesta) (avec POC)             | 16 % (Onesta) (avec POC)             | -                 | 21 % (avec PRG)            | -                            | 7 %                   | -                    | 26 % (Reynié)               | 26 % (Reynié)               | 3 %                    | 27 %             | -                          | -      |
| Ifop          | 8 au 12 octobre 2015             | 923         | 0,5 %                  | 11 % (Onesta) (avec POC)             | 11 % (Onesta) (avec POC)             | 2 %               | 20 % (avec PRG)            | 2,5 %                        | 8 %                   | 1 %                  | 25 % (Reynié) (avec CPNT)   | 25 % (Reynié) (avec CPNT)   | 2 %                    | 28 %             | 0 %                        | -      |
| BVA           | 6 au 15 octobre 2015             | 1000        | 1 %                    | 11 % (Onesta)                        | 11 % (Onesta)                        | 3 %               | 19 % (avec PRG)            | 3 %                          | 6 %                   | 1 %                  | 5 %                         | 20 %                        | 2 %                    | 29 %             | -                          | -      |
| Ifop-Fiducial | 10 au 13 novembre 2015           | 899         | 0,5 %                  | 12 % (Onesta) (avec POC)             | 12 % (Onesta) (avec POC)             | 1,5 %             | 21 % (avec PRG)            | 2,5 %                        | 6 %                   | 1 %                  | 22,5 % (Reynié) (avec CPNT) | 22,5 % (Reynié) (avec CPNT) | 2,5 %                  | 29 %             | 1 %                        | 0,5 %  |
| Ipsos         | 19 au 21 novembre 2015           | 810         | 1 %                    | 11 % (Onesta)                        | 11 % (Onesta)                        | 2 %               | 23 % (avec PRG)            | 0,5 %                        | 5 %                   | 0,5 %                | 21 % (Reynié) (avec CPNT)   | 21 % (Reynié) (avec CPNT)   | 3,5 %                  | 32 %             | 0,5 %                      | -      |
| BVA           | 17 au 23 novembre 2015           | 1015        | 0,5 %                  | 14 % (Onesta) (avec POC)             | 14 % (Onesta) (avec POC)             | 1 %               | 19 % (avec PRG - MRC)      | 2 %                          | 6 %                   | 0,5 %                | 22 % (Reynié)               | 22 % (Reynié)               | 3 %                    | 32 %             | 0 %                        | -      |
| Ipsos         | 20 au 29 novembre 2015           | 2079        | 1 %                    | 11 % (Onesta)                        | 11 % (Onesta)                        | 2 %               | 23 % (avec PRG)            | 0,5 %                        | 4 %                   | 0,5 %                | 20 % (Reynié)               | 20 % (Reynié)               | 3,5 %                  | 34 %             | 0,5 %                      | -      |
| Ifop          | 28 novembre au 1er décembre 2015 | 905         | 1 %                    | 9,5 % (Onesta) (avec POC)            | 9,5 % (Onesta) (avec POC)            | 1,5 %             | 20 % (avec PRG)            | 2,5 %                        | 6 %                   | 1 %                  | 23,5 % (Reynié) (avec CPNT) | 23,5 % (Reynié) (avec CPNT) | 3,5 %                  | 31 %             | 0,5 %                      | -      |
| OpinionWay    | 1er au 2 décembre 2015           | 1029        | 0 %                    | 13 % (Onesta) (avec NGS - POC - ERC) | 13 % (Onesta) (avec NGS - POC - ERC) | 2 %               | 20 % (avec PRG - MRC - GE) | 0 % (avec UDE - Cap21 - PNO) | 5 %                   | 1 %                  | 22 % (Reynié)               | 22 % (Reynié)               | 4 %                    | 32 %             | 1 %                        | -      |

### Second tour
| Institut      | Date                             | Échantillon | Gérard Onesta (EELV)                                  | Carole Delga (PS)                                     | Philippe Saurel (DVG) | Dominique Reynié (LR-UDI) | Louis Aliot (FN) |
| ------------- | -------------------------------- | ----------- | ----------------------------------------------------- | ----------------------------------------------------- | --------------------- | ------------------------- | ---------------- |
| Institut      | Date                             | Échantillon |                                                       |                                                       |                       |                           |                  |
| Ifop          | 30 juin au 2 juillet 2015        | 917         | 31 % (Delga)                                          | 31 % (Delga)                                          | 11 %                  | 29 % (avec MoDem)         | 29 %             |
| Ifop          | 30 juin au 2 juillet 2015        | 917         | 39 % (Delga)                                          | 39 % (Delga)                                          | -                     | 32 % (avec MoDem)         | 29 %             |
| PollingVox    | 3 au 5 juillet 2015              | 818         | -                                                     | 36 % (avec PCF)                                       | -                     | 32 % (avec MoDem)         | 32 %             |
| OpinionWay    | 3 au 8 septembre 2015            | 1090        | 42 % (Delga) (avec PRG - FG)                          | 42 % (Delga) (avec PRG - FG)                          | -                     | 30 %                      | 28 %             |
| OpinionWay    | 3 au 8 septembre 2015            | 1090        | 41 % (Onesta) (avec PRG - FG)                         | 41 % (Onesta) (avec PRG - FG)                         | -                     | 31%                       | 28 %             |
| Ifop          | 10 au 14 septembre 2015          | 1002        | 39 % (Delga) (avec PRG - FG - POC)                    | 39 % (Delga) (avec PRG - FG - POC)                    | -                     | 32 % (avec MoDem)         | 29 %             |
| Ifop          | 8 au 12 octobre 2015             | 923         | 38 % (Delga) (avec PRG - FG - POC)                    | 38 % (Delga) (avec PRG - FG - POC)                    | -                     | 32 % (avec MoDem - CPNT)  | 30 %             |
| BVA           | 6 au 15 octobre 2015             | 1000        | -                                                     | 39 % (avec PRG)                                       | -                     | 29 %                      | 32 %             |
| Ifop-Fiducial | 10 au 13 novembre 2015           | 899         | 40 % (Delga) (avec PRG - FG - POC)                    | 40 % (Delga) (avec PRG - FG - POC)                    | -                     | 29 % (avec MoDem - CPNT)  | 31 %             |
| Ipsos         | 19 au 21 novembre 2015           | 810         | 40 % (Delga) (avec PRG - FG)                          | 40 % (Delga) (avec PRG - FG)                          | -                     | 27 % (avec MoDem - CPNT)  | 33 %             |
| BVA           | 17 au 23 novembre 2015           | 1015        | -                                                     | 39 % (avec PRG)                                       | -                     | 26 % (avec MoDem)         | 35 %             |
| Ipsos         | 20 au 29 novembre 2015           | 2079        | 40 % (Delga) (avec PRG - FG)                          | 40 % (Delga) (avec PRG - FG)                          | -                     | 26 % (avec MoDem)         | 34 %             |
| Ifop          | 28 novembre au 1er décembre 2015 | 905         | 37 % (Delga) (avec PRG - FG - POC)                    | 37 % (Delga) (avec PRG - FG - POC)                    | -                     | 29 % (avec MoDem - CPNT)  | 34 %             |
| OpinionWay    | 1er au 2 décembre 2015           | 1029        | 38 % (Delga) (avec PRG - MRC - GE - NGS - POC - ERC)  | 38 % (Delga) (avec PRG - MRC - GE - NGS - POC - ERC)  | -                     | 29 % (avec MoDem)         | 33 %             |
| OpinionWay    | 1er au 2 décembre 2015           | 1029        | 37 % (Onesta) (avec PRG - MRC - GE - NGS - POC - ERC) | 37 % (Onesta) (avec PRG - MRC - GE - NGS - POC - ERC) | -                     | 30 % (avec MoDem)         | 33 %             |

## Résultats

### Global

Candidat arrivé en tête au 1er tour dans chaque commune de la Région Languedoc-Roussillon-Midi-Pyrénées :
Gérard Onesta
Gilles Fabre
Carole Delga
Philippe Saurel
Dominique Reynié
Louis Aliot

Candidat arrivé en tête au 2e tour dans chaque commune de la Région Languedoc-Roussillon-Midi-Pyrénées :
Carole Delga
Dominique Reynié
Louis Aliot

|                          |                                |                                                          |              |              |             |               |        |               |  |  |  |  |  |  |
| Tête de liste            | Tête de liste                  | Liste                                                    | Premier tour | Premier tour | Second tour | Second tour   | Sièges | +/-           |  |  |  |  |  |  |
| Tête de liste            | Tête de liste                  | Liste                                                    | Voix         | %            | Voix        | %             | Sièges | +/-           |  |  |  |  |  |  |
|                          | Louis Aliot[réf. nécessaire]   | FN                                                       | 653 547      | 31,83        | 826 023     | 33,87         | 40     | 30            |  |  |  |  |  |  |
|                          | Carole Delga                   | PS - PRG - MRC - GE                                      | 501 322      | 24,41        | 1 092 969   | 44,81         | 93     | 20            |  |  |  |  |  |  |
|                          | Gérard Onesta[réf. nécessaire] | EELV - FDG - NGS - POC - ERC,                            | 210 602      | 10,26        | 1 092 969   | 44,81         | 93     | 20            |  |  |  |  |  |  |
|                          | Dominique Reynié               | LR - Union des démocrates et indépendants - MoDem - CPNT | 386 981      | 18,84        | 520 011     | 21,32         | 25     | 10            |  |  |  |  |  |  |
|                          | Philippe Saurel                | DVG                                                      | 102 727      | 5,00         |             |               | 0      | en stagnation |  |  |  |  |  |  |
|                          | Damien Lempereur               | DLF                                                      | 80 375       | 3,91         | 0           | en stagnation |        |               |  |  |  |  |  |  |
|                          | Sandra Torremocha              | LO                                                       | 37 181       | 1,81         | 0           | en stagnation |        |               |  |  |  |  |  |  |
|                          | Christophe Cavard              | UDE - Cap21 - PNO - CDS - REC                            | 34 940       | 1,70         | 0           | en stagnation |        |               |  |  |  |  |  |  |
|                          | Gilles Fabre                   | ND                                                       | 17 093       | 0,83         | 0           | en stagnation |        |               |  |  |  |  |  |  |
|                          | Yvan Hirimiris                 | UPR                                                      | 14 601       | 0,71         | 0           | en stagnation |        |               |  |  |  |  |  |  |
|                          | Jean-Claude Martinez           | EXD                                                      | 14 172       | 0,69         | 0           | en stagnation |        |               |  |  |  |  |  |  |
|                          |                                |                                                          |              |              |             |               |        |               |  |  |  |  |  |  |
| Suffrages exprimés       | Suffrages exprimés             | Suffrages exprimés                                       | 2 053 527    | 95,31        | 2 439 003   | 95,43         |        |               |  |  |  |  |  |  |
| Votes blancs             | Votes blancs                   | Votes blancs                                             | 59 354       | 2,78         | 60 945      | 2,38          |        |               |  |  |  |  |  |  |
| Votes nuls               | Votes nuls                     | Votes nuls                                               | 41 909       | 1,91         | 56 132      | 2,19          |        |               |  |  |  |  |  |  |
| Total                    | Total                          | Total                                                    | 2 154 790    | 100          | 2 556 080   | 100           | 158    | en stagnation |  |  |  |  |  |  |
| Abstentions              | Abstentions                    | Abstentions                                              | 1 969 686    | 47,76        | 1 565 297   | 37,98         |        |               |  |  |  |  |  |  |
| Inscrits / Participation | Inscrits / Participation       | Inscrits / Participation                                 | 4 124 476    | 52,24        | 4 121 377   | 62,02         |        |               |  |  |  |  |  |  |

- Gérard Onesta
- Gilles Fabre
- Carole Delga
- Philippe Saurel
- Dominique Reynié
- Louis Aliot

- Carole Delga
- Dominique Reynié
- Louis Aliot

### Sur le découpage régional précédent
Le Languedoc-Roussillon est la seule région française du précédent découpage où le FN arrive en tête au second tour, avec 40,4 % des voix.

### Par département

#### Ariège
| Tête de liste | Tête de liste          | Liste                       | Premier tour | Premier tour | Second tour | Second tour | Sièges | Sièges |
| Tête de liste | Tête de liste          | Liste                       | #            | %            | #           | %           | #      | %      |
| ------------- | ---------------------- | --------------------------- | ------------ | ------------ | ----------- | ----------- | ------ | ------ |
|               | Kamal Chibli           | PS - PRG - MRC - GE         | 18 302       | 31,30        | 35 486      | 52,10       | 3      | 75,00  |
|               | François Calvet        | EELV - FG - NGS - POC - ERC | 7 766        | 13,28        | 35 486      | 52,10       | 3      | 75,00  |
|               | Bernard Gondran        | FN                          | 16 628       | 28,44        | 20 874      | 30,65       | 1      | 25,00  |
|               | Philippe Calleja       | LR - UDI - MoDem - CPNT     | 8 829        | 15,10        | 11 754      | 17,26       | 0      | 0,00   |
|               | Jean-Étienne Hannequin | DLF                         | 1 957        | 3,35         |             |             |        |        |
|               | Gisèle Lapeyre         | LO                          | 1 449        | 2,48         |             |             |        |        |
|               | Michel Galesi          | DVG                         | 1 161        | 1,99         |             |             |        |        |
|               | Julienne Mukabucyana   | UDE - Cap21 - PNO           | 998          | 1,71         |             |             |        |        |
|               | Laurent Gauthier       | ND                          | 502          | 0,86         |             |             |        |        |
|               | Philippe Fraisse       | EXD                         | 499          | 0,85         |             |             |        |        |
|               | Pascal Brouet          | UPR                         | 382          | 0,65         |             |             |        |        |
|               |                        |                             |              |              |             |             |        |        |
| Inscrits      | Inscrits               | Inscrits                    | 116 687      | 100,00       | 116 654     | 100,00      |        |        |
| Abstentions   | Abstentions            | Abstentions                 | 54 630       | 46,82        | 44 126      | 37,83       |        |        |
| Votants       | Votants                | Votants                     | 62 057       | 53,18        | 72 528      | 62,17       |        |        |
| Blancs        | Blancs                 | Blancs                      | 2 103        | 3,39         | 2 227       | 3,07        |        |        |
| Nuls          | Nuls                   | Nuls                        | 1 482        | 2,39         | 2 187       | 3,02        |        |        |
| Exprimés      | Exprimés               | Exprimés                    | 58 474       | 94,22        | 68 114      | 93,91       |        |        |

- Résultats de l'Ariège sur le site du ministère de l'Intérieur

#### Aude
| Tête de liste | Tête de liste       | Liste                       | Premier tour | Premier tour | Second tour | Second tour | Sièges | Sièges |
| Tête de liste | Tête de liste       | Liste                       | #            | %            | #           | %           | #      | %      |
| ------------- | ------------------- | --------------------------- | ------------ | ------------ | ----------- | ----------- | ------ | ------ |
|               | Hélène Giral        | PS - PRG - MRC - GE         | 36 272       | 25,99        | 70 259      | 43,51       | 6      | 60,00  |
|               | Patric Roux         | EELV - FG - NGS - POC - ERC | 12 747       | 9,14         | 70 259      | 43,51       | 6      | 60,00  |
|               | Christophe Barthès  | FN                          | 51 705       | 37,06        | 63 886      | 39,57       | 3      | 30,00  |
|               | Michel Py           | LR - UDI - MoDem - CPNT     | 20 658       | 14,81        | 27 321      | 16,92       | 1      | 10,00  |
|               | Serge Loubet        | DVG                         | 5 662        | 4,06         |             |             |        |        |
|               | Hervé Boissonade    | DLF                         | 4 999        | 3,58         |             |             |        |        |
|               | Dominique Galonnier | LO                          | 2 732        | 1,96         |             |             |        |        |
|               | Michel Cornuet      | UDE - Cap21 - PNO           | 1 810        | 1,30         |             |             |        |        |
|               | Bernadette Mengual  | EXD                         | 1 118        | 0,80         |             |             |        |        |
|               | Marc Casademont     | ND                          | 991          | 0,71         |             |             |        |        |
|               | Patrick Ramirez     | UPR                         | 829          | 0,59         |             |             |        |        |
|               |                     |                             |              |              |             |             |        |        |
| Inscrits      | Inscrits            | Inscrits                    | 268 752      | 100,00       | 268 705     | 100,00      |        |        |
| Abstentions   | Abstentions         | Abstentions                 | 120 885      | 44,98        | 97 759      | 36,38       |        |        |
| Votants       | Votants             | Votants                     | 147 867      | 55,02        | 170 946     | 63,62       |        |        |
| Blancs        | Blancs              | Blancs                      | 4 555        | 3,08         | 4 548       | 2,66        |        |        |
| Nuls          | Nuls                | Nuls                        | 3 799        | 2,57         | 4 932       | 2,89        |        |        |
| Exprimés      | Exprimés            | Exprimés                    | 139 513      | 94,35        | 161 466     | 94,45       |        |        |

- Résultats de l'Aude sur le site du ministère de l'Intérieur

#### Aveyron
| Tête de liste | Tête de liste         | Liste                       | Premier tour | Premier tour | Second tour | Second tour | Sièges | Sièges |
| Tête de liste | Tête de liste         | Liste                       | #            | %            | #           | %           | #      | %      |
| ------------- | --------------------- | --------------------------- | ------------ | ------------ | ----------- | ----------- | ------ | ------ |
|               | Stéphane Bérard       | PS - PRG - MRC - GE         | 28 357       | 25,50        | 58 504      | 44,09       | 5      | 62,50  |
|               | Guilhem Sérieys       | EELV - FG - NGS - POC - ERC | 11 214       | 10,08        | 58 504      | 44,09       | 5      | 62,50  |
|               | Dominique Reynié      | LR - UDI - MoDem - CPNT     | 33 952       | 30,53        | 43 389      | 32,70       | 2      | 25,00  |
|               | Jean-Guillaume Remise | FN                          | 24 180       | 21,74        | 30 793      | 23,21       | 1      | 12,50  |
|               | Fabien Lombard        | DLF                         | 4 024        | 3,62         |             |             |        |        |
|               | Régis Cailhol         | DVG                         | 3 913        | 3,52         |             |             |        |        |
|               | Clotilde Barthélémy   | LO                          | 1 824        | 1,64         |             |             |        |        |
|               | Jacqueline Dufour     | UDE - Cap21 - PNO           | 1 540        | 1,38         |             |             |        |        |
|               | Benoît de la Sayette  | EXD                         | 822          | 0,74         |             |             |        |        |
|               | Loïc Massebiau        | UPR                         | 711          | 0,64         |             |             |        |        |
|               | Danielle Perrenot     | ND                          | 682          | 0,61         |             |             |        |        |
|               |                       |                             |              |              |             |             |        |        |
| Inscrits      | Inscrits              | Inscrits                    | 218 656      | 100,00       | 225 441     | 100,00      |        |        |
| Abstentions   | Abstentions           | Abstentions                 | 100 223      | 45,84        | 85 801      | 38,06       |        |        |
| Votants       | Votants               | Votants                     | 118 433      | 54,16        | 139 640     | 61,94       |        |        |
| Blancs        | Blancs                | Blancs                      | 4 261        | 3,60         | 3 148       | 2,25        |        |        |
| Nuls          | Nuls                  | Nuls                        | 2 951        | 2,49         | 3 806       | 2,73        |        |        |
| Exprimés      | Exprimés              | Exprimés                    | 111 221      | 93,91        | 132 686     | 95,02       |        |        |

- Résultats de l'Aveyron sur le site du ministère de l'Intérieur

#### Gard
| Tête de liste | Tête de liste     | Liste                       | Premier tour | Premier tour | Second tour | Second tour | Sièges | Sièges |
| Tête de liste | Tête de liste     | Liste                       | #            | %            | #           | %           | #      | %      |
| ------------- | ----------------- | --------------------------- | ------------ | ------------ | ----------- | ----------- | ------ | ------ |
|               | Julien Sanchez    | FN                          | 104 929      | 40,64        | 131 459     | 42,62       | 7      | 35,00  |
|               | Damien Alary      | PS - PRG - MRC - GE         | 46 068       | 17,84        | 115 443     | 37,43       | 10     | 50,00  |
|               | Vincent Bouget    | EELV - FG - NGS - POC - ERC | 24 292       | 9,41         | 115 443     | 37,43       | 10     | 50,00  |
|               | Christophe Rivenq | LR - UDI - MoDem - CPNT     | 44 533       | 17,25        | 61 536      | 19,95       | 3      | 15,00  |
|               | Éric Doulcier     | DVG                         | 12 724       | 4,93         |             |             |        |        |
|               | Jean Isnard       | DLF                         | 9 868        | 3,82         |             |             |        |        |
|               | Christophe Cavard | UDE - Cap21 - PNO           | 5 359        | 2,08         |             |             |        |        |
|               | Isabelle Leclerc  | LO                          | 4 696        | 1,82         |             |             |        |        |
|               | Thierry Barnabé   | UPR                         | 2 043        | 0,79         |             |             |        |        |
|               | Jean Miclot       | EXD                         | 1 846        | 0,72         |             |             |        |        |
|               | Gaëtan Guichard   | ND                          | 1 821        | 0,71         |             |             |        |        |
|               |                   |                             |              |              |             |             |        |        |
| Inscrits      | Inscrits          | Inscrits                    | 532 636      | 100,00       | 529 732     | 100,00      |        |        |
| Abstentions   | Abstentions       | Abstentions                 | 262 941      | 49,37        | 207 504     | 39,17       |        |        |
| Votants       | Votants           | Votants                     | 269 695      | 50,63        | 322 228     | 60,83       |        |        |
| Blancs        | Blancs            | Blancs                      | 6 922        | 2,57         | 7 450       | 2,31        |        |        |
| Nuls          | Nuls              | Nuls                        | 4 594        | 1,70         | 6 340       | 1,97        |        |        |
| Exprimés      | Exprimés          | Exprimés                    | 258 179      | 95,73        | 308 438     | 95,72       |        |        |

- Résultats du Gard sur le site du ministère de l'Intérieur

#### Haute-Garonne
| Tête de liste | Tête de liste         | Liste                       | Premier tour | Premier tour | Second tour | Second tour | Sièges | Sièges |
| Tête de liste | Tête de liste         | Liste                       | #            | %            | #           | %           | #      | %      |
| ------------- | --------------------- | --------------------------- | ------------ | ------------ | ----------- | ----------- | ------ | ------ |
|               | Carole Delga          | PS - PRG - MRC - GE         | 138 513      | 31,91        | 274 717     | 52,84       | 25     | 65,79  |
|               | Gérard Onesta         | EELV - FG - NGS - POC - ERC | 50 635       | 11,66        | 274 717     | 52,84       | 25     | 65,79  |
|               | Maïthé Carsalade      | FN                          | 107 711      | 24,81        | 135 589     | 26,09       | 7      | 18,42  |
|               | Vincent Terrail-Novès | LR - UDI - MoDem - CPNT     | 84 796       | 19,53        | 109 538     | 21,08       | 6      | 15,79  |
|               | Damien Lempereur      | DLF                         | 17 046       | 3,93         |             |             |        |        |
|               | Mathide Tolsan        | DVG                         | 8 643        | 1,99         |             |             |        |        |
|               | Marie-Ange Billot     | UDE - Cap21 - PNO           | 8 583        | 1,98         |             |             |        |        |
|               | Sandra Torremocha     | LO                          | 7 319        | 1,69         |             |             |        |        |
|               | Christophe Rudelle    | ND                          | 4 965        | 1,14         |             |             |        |        |
|               | Romain Roumieu        | UPR                         | 3 350        | 0,77         |             |             |        |        |
|               | Marie-Claire Danen    | EXD                         | 2 556        | 0,59         |             |             |        |        |
|               |                       |                             |              |              |             |             |        |        |
| Inscrits      | Inscrits              | Inscrits                    | 877 256      | 100,00       | 877 085     | 100,00      |        |        |
| Abstentions   | Abstentions           | Abstentions                 | 426 747      | 48,65        | 337 475     | 38,48       |        |        |
| Votants       | Votants               | Votants                     | 450 509      | 51,35        | 539 610     | 61,52       |        |        |
| Blancs        | Blancs                | Blancs                      | 10 149       | 2,25         | 11 168      | 2,07        |        |        |
| Nuls          | Nuls                  | Nuls                        | 6 245        | 1,39         | 8 712       | 1,61        |        |        |
| Exprimés      | Exprimés              | Exprimés                    | 434 115      | 96,36        | 519 730     | 96,32       |        |        |

- Résultats de la Haute-Garonne sur le site du ministère de l'Intérieur

#### Gers
| Tête de liste | Tête de liste          | Liste                       | Premier tour | Premier tour | Second tour | Second tour | Sièges | Sièges |
| Tête de liste | Tête de liste          | Liste                       | #            | %            | #           | %           | #      | %      |
| ------------- | ---------------------- | --------------------------- | ------------ | ------------ | ----------- | ----------- | ------ | ------ |
|               | Jean-Louis Guilhaumon  | PS - PRG - MRC - GE         | 22 576       | 30,24        | 42 926      | 48,05       | 3      | 60,00  |
|               | Fatma Adda             | EELV - FG - NGS - POC - ERC | 6 902        | 9,24         | 42 926      | 48,05       | 3      | 60,00  |
|               | Jean-Luc Yelma         | FN                          | 19 673       | 26,35        | 25 465      | 28,50       | 1      | 20,00  |
|               | Gérard Dubrac          | LR - UDI - MoDem - CPNT     | 14 875       | 19,92        | 20 945      | 23,45       | 1      | 20,00  |
|               | Bruno Dienot           | DLF                         | 4 046        | 5,42         |             |             |        |        |
|               | Alexis Boudaud Anduaga | UDE - Cap21 - PNO           | 1 528        | 2,05         |             |             |        |        |
|               | Tristan Lalanne        | LO                          | 1 499        | 2,01         |             |             |        |        |
|               | Étienne Verret         | DVG                         | 1 479        | 1,98         |             |             |        |        |
|               | Pierre-Henri Laborde   | ND                          | 740          | 0,99         |             |             |        |        |
|               | Bernard Bouhours       | UPR                         | 700          | 0,94         |             |             |        |        |
|               | Virginie Bouguereau    | EXD                         | 645          | 0,86         |             |             |        |        |
|               |                        |                             |              |              |             |             |        |        |
| Inscrits      | Inscrits               | Inscrits                    | 144 791      | 100,00       | 144 691     | 100,00      |        |        |
| Abstentions   | Abstentions            | Abstentions                 | 65 398       | 45,17        | 50 347      | 34,80       |        |        |
| Votants       | Votants                | Votants                     | 79 393       | 54,83        | 94 344      | 65,20       |        |        |
| Blancs        | Blancs                 | Blancs                      | 2 846        | 3,58         | 2 356       | 2,50        |        |        |
| Nuls          | Nuls                   | Nuls                        | 1 876        | 2,36         | 2 652       | 2,81        |        |        |
| Exprimés      | Exprimés               | Exprimés                    | 74 671       | 94,05        | 89 336      | 94,69       |        |        |

- Résultats du Gers sur le site du ministère de l'Intérieur

#### Hérault
| Tête de liste | Tête de liste        | Liste                       | Premier tour | Premier tour | Second tour | Second tour | Sièges | Sièges |
| Tête de liste | Tête de liste        | Liste                       | #            | %            | #           | %           | #      | %      |
| ------------- | -------------------- | --------------------------- | ------------ | ------------ | ----------- | ----------- | ------ | ------ |
|               | Virginie Rozière     | PS - PRG - MRC - GE         | 64 714       | 16,83        | 191 317     | 41,99       | 17     | 54,84  |
|               | Muriel Ressiguier    | EELV - FG - NGS - POC - ERC | 37 392       | 9,72         | 191 317     | 41,99       | 17     | 54,84  |
|               | Gérard Prato         | FN                          | 138 091      | 35,90        | 176 978     | 38,84       | 9      | 29,03  |
|               | Stéphan Rossignol    | LR - UDI - MoDem - CPNT     | 60 783       | 15,80        | 87 373      | 19,17       | 5      | 16,13  |
|               | Philippe Saurel      | DVG                         | 51 084       | 13,28        |             |             |        |        |
|               | Michel Colas         | DLF                         | 12 873       | 3,35         |             |             |        |        |
|               | Sabria Bouallaga     | UDE - Cap21 - PNO           | 6 012        | 1,56         |             |             |        |        |
|               | Maurice Chaynes      | LO                          | 5 891        | 1,53         |             |             |        |        |
|               | Gilles Fabre         | ND                          | 2 825        | 0,73         |             |             |        |        |
|               | Jean-Claude Martinez | EXD                         | 2 552        | 0,66         |             |             |        |        |
|               | Thomas Hirsch        | UPR                         | 2 397        | 0,62         |             |             |        |        |
|               |                      |                             |              |              |             |             |        |        |
| Inscrits      | Inscrits             | Inscrits                    | 781 283      | 100,00       | 781 402     | 100,00      |        |        |
| Abstentions   | Abstentions          | Abstentions                 | 381 087      | 48,78        | 305 198     | 39,06       |        |        |
| Votants       | Votants              | Votants                     | 400 196      | 51,22        | 476 204     | 60,94       |        |        |
| Blancs        | Blancs               | Blancs                      | 9 410        | 2,35         | 11 334      | 2,38        |        |        |
| Nuls          | Nuls                 | Nuls                        | 6 172        | 1,54         | 9 202       | 1,93        |        |        |
| Exprimés      | Exprimés             | Exprimés                    | 384 614      | 96,11        | 455 668     | 95,69       |        |        |

- Résultats de l'Hérault sur le site du ministère de l'Intérieur

#### Lot
| Tête de liste | Tête de liste       | Liste                       | Premier tour | Premier tour | Second tour | Second tour | Sièges | Sièges |
| Tête de liste | Tête de liste       | Liste                       | #            | %            | #           | %           | #      | %      |
| ------------- | ------------------- | --------------------------- | ------------ | ------------ | ----------- | ----------- | ------ | ------ |
|               | Vincent Labarthe    | PS - PRG - MRC - GE         | 22 330       | 31,73        | 43 696      | 52,69       | 3      | 60,00  |
|               | Marie Piqué         | EELV - FG - NGS - POC - ERC | 8 089        | 11,50        | 43 696      | 52,69       | 3      | 60,00  |
|               | Aurélien Pradié     | LR - UDI - MoDem - CPNT     | 15 493       | 22,02        | 20 320      | 24,50       | 1      | 20,00  |
|               | Emmanuel Crenne     | FN                          | 15 031       | 21,36        | 18 908      | 22,80       | 1      | 20,00  |
|               | Bernard Brugalières | DLF                         | 2 983        | 4,24         |             |             |        |        |
|               | Marie-Odile Delcamp | DVG                         | 2 256        | 3,21         |             |             |        |        |
|               | Vincent Combes      | LO                          | 1 384        | 1,97         |             |             |        |        |
|               | Paul Yobo           | UDE - Cap21 - PNO           | 1 236        | 1,76         |             |             |        |        |
|               | Edouard Foucaud     | ND                          | 637          | 0,91         |             |             |        |        |
|               | Dominique Durand    | EXD                         | 486          | 0,69         |             |             |        |        |
|               | Cyrille Garcia      | UPR                         | 441          | 0,63         |             |             |        |        |
|               |                     |                             |              |              |             |             |        |        |
| Inscrits      | Inscrits            | Inscrits                    | 135 779      | 100,00       | 135 776     | 100,00      |        |        |
| Abstentions   | Abstentions         | Abstentions                 | 60 523       | 44,57        | 47 827      | 35,22       |        |        |
| Votants       | Votants             | Votants                     | 75 256       | 55,43        | 87 949      | 64,78       |        |        |
| Blancs        | Blancs              | Blancs                      | 2 503        | 3,62         | 2 226       | 2,53        |        |        |
| Nuls          | Nuls                | Nuls                        | 2 387        | 2,88         | 2 799       | 3,18        |        |        |
| Exprimés      | Exprimés            | Exprimés                    | 70 366       | 93,50        | 82 924      | 94,29       |        |        |

- Résultats du Lot sur le site du ministère de l'Intérieur

#### Lozère
| Tête de liste | Tête de liste          | Liste                       | Premier tour | Premier tour | Second tour | Second tour | Sièges | Sièges |
| Tête de liste | Tête de liste          | Liste                       | #            | %            | #           | %           | #      | %      |
| ------------- | ---------------------- | --------------------------- | ------------ | ------------ | ----------- | ----------- | ------ | ------ |
|               | Aurélie Maillols       | PS - PRG - MRC - GE         | 7 750        | 24,98        | 15 371      | 41,78       | 2      | 100,00 |
|               | Corinne Sauvion        | EELV - FG - NGS - POC - ERC | 3 042        | 9,80         | 15 371      | 41,78       | 2      | 100,00 |
|               | Jean de Lescure        | LR - UDI - MoDem - CPNT     | 8 408        | 27,10        | 11 833      | 32,16       | 0      | 0,00   |
|               | Jean-François Pardigon | FN                          | 7 311        | 23,56        | 9 587       | 26,06       | 0      | 0,00   |
|               | Alain Argilier         | DVG                         | 1 621        | 5,22         |             |             |        |        |
|               | Loïc Marchand          | DLF                         | 1 327        | 4,28         |             |             |        |        |
|               | Caroline Poupard       | LO                          | 482          | 1,55         |             |             |        |        |
|               | Christian Roux         | UDE - Cap21 - PNO           | 419          | 1,35         |             |             |        |        |
|               | Magali Comte-Grognard  | ND                          | 244          | 0,79         |             |             |        |        |
|               | Jean-Luc Bouchereau    | EXD                         | 214          | 0,69         |             |             |        |        |
|               | Pascal Canet           | UPR                         | 209          | 0,67         |             |             |        |        |
|               |                        |                             |              |              |             |             |        |        |
| Inscrits      | Inscrits               | Inscrits                    | 59 906       | 100,00       | 59 868      | 100,00      |        |        |
| Abstentions   | Abstentions            | Abstentions                 | 26 989       | 45,05        | 21 180      | 35,38       |        |        |
| Votants       | Votants                | Votants                     | 32 917       | 54,95        | 38 688      | 64,62       |        |        |
| Blancs        | Blancs                 | Blancs                      | 1 058        | 3,21         | 913         | 2,36        |        |        |
| Nuls          | Nuls                   | Nuls                        | 832          | 2,53         | 984         | 2,54        |        |        |
| Exprimés      | Exprimés               | Exprimés                    | 31 027       | 94,26        | 36 791      | 95,10       |        |        |

- Résultats de la Lozère sur le site du ministère de l'Intérieur

#### Hautes-Pyrénées
| Tête de liste | Tête de liste          | Liste                       | Premier tour | Premier tour | Second tour | Second tour | Sièges | Sièges |
| Tête de liste | Tête de liste          | Liste                       | #            | %            | #           | %           | #      | %      |
| ------------- | ---------------------- | --------------------------- | ------------ | ------------ | ----------- | ----------- | ------ | ------ |
|               | Pascale Péraldi        | PS - PRG - MRC - GE         | 25 609       | 30,40        | 52 507      | 51,90       | 4      | 66,67  |
|               | Yolande Guinle         | EELV - FG - NGS - POC - ERC | 10 314       | 12,25        | 52 507      | 51,90       | 4      | 66,67  |
|               | Olivier Monteil        | FN                          | 20 226       | 24,01        | 26 083      | 25,78       | 1      | 16,67  |
|               | Gérard Trémège         | LR - UDI - MoDem - CPNT     | 16 045       | 19,05        | 22 575      | 22,32       | 1      | 16,67  |
|               | Patrick Saffores       | DLF                         | 4 526        | 5,37         |             |             |        |        |
|               | Jean-Pierre Artiganave | DVG                         | 2 127        | 2,53         |             |             |        |        |
|               | François Meunier       | LO                          | 2 125        | 2,52         |             |             |        |        |
|               | Fabienne Lada          | UDE - Cap21 - PNO           | 1 359        | 1,61         |             |             |        |        |
|               | Jean-Paul Dewaele      | ND                          | 690          | 0,82         |             |             |        |        |
|               | Hervé Sens             | EXD                         | 620          | 0,74         |             |             |        |        |
|               | Robert Aignan          | UPR                         | 588          | 0,70         |             |             |        |        |
|               |                        |                             |              |              |             |             |        |        |
| Inscrits      | Inscrits               | Inscrits                    | 177 895      | 100,00       | 177 880     | 100,00      |        |        |
| Abstentions   | Abstentions            | Abstentions                 | 88 325       | 49,65        | 71 146      | 40,00       |        |        |
| Votants       | Votants                | Votants                     | 89 570       | 50,35        | 106 734     | 60,00       |        |        |
| Blancs        | Blancs                 | Blancs                      | 3 149        | 3,52         | 3 720       | 3,49        |        |        |
| Nuls          | Nuls                   | Nuls                        | 2 009        | 2,25         | 1 849       | 1,73        |        |        |
| Exprimés      | Exprimés               | Exprimés                    | 84 232       | 94,23        | 101 165     | 94,78       |        |        |

- Résultats des Hautes-Pyrénées sur le site du ministère de l'Intérieur

#### Pyrénées-Orientales
| Tête de liste | Tête de liste      | Liste                       | Premier tour | Premier tour | Second tour | Second tour | Sièges | Sièges |
| Tête de liste | Tête de liste      | Liste                       | #            | %            | #           | %           | #      | %      |
| ------------- | ------------------ | --------------------------- | ------------ | ------------ | ----------- | ----------- | ------ | ------ |
|               | Jean-François Fons | FN                          | 69 688       | 41,70        | 87 391      | 43,97       | 4      | 33,33  |
|               | Jacques Cresta     | PS - PRG - MRC - GE         | 31 887       | 19,08        | 73 584      | 37,02       | 6      | 50,00  |
|               | Agnès Langevine    | EELV - FG - NGS - POC - ERC | 15 879       | 9,50         | 73 584      | 37,02       | 6      | 50,00  |
|               | Bernard Dupont     | LR - UDI - MoDem - CPNT     | 29 084       | 17,40        | 37 772      | 19,01       | 2      | 16,67  |
|               | Sébastien Ménard   | DLF                         | 5 953        | 3,56         |             |             |        |        |
|               | Jean-Louis Démelin | DVG                         | 5 490        | 3,28         |             |             |        |        |
|               | Pascale Advenard   | LO                          | 3 345        | 2,00         |             |             |        |        |
|               | Menouar Benfodda   | UDE - Cap21 - PNO           | 2 334        | 1,40         |             |             |        |        |
|               | Blandine Urbanski  | UPR                         | 1 258        | 0,75         |             |             |        |        |
|               | Michel Chastaing   | ND                          | 1 115        | 0,67         |             |             |        |        |
|               | Pierre Aloy        | EXD                         | 1 098        | 0,66         |             |             |        |        |
|               |                    |                             |              |              |             |             |        |        |
| Inscrits      | Inscrits           | Inscrits                    | 342 593      | 100,00       | 342 593     | 100,00      |        |        |
| Abstentions   | Abstentions        | Abstentions                 | 167 154      | 48,79        | 134 284     | 39,20       |        |        |
| Votants       | Votants            | Votants                     | 175 439      | 51,21        | 208 309     | 60,80       |        |        |
| Blancs        | Blancs             | Blancs                      | 4 725        | 2,69         | 4 664       | 2,24        |        |        |
| Nuls          | Nuls               | Nuls                        | 3 583        | 2,04         | 4 898       | 2,35        |        |        |
| Exprimés      | Exprimés           | Exprimés                    | 167 131      | 95,26        | 198 747     | 95,41       |        |        |

- Résultats des Pyrénées-Orientales sur le site du ministère de l'Intérieur

#### Tarn
| Tête de liste | Tête de liste         | Liste                       | Premier tour | Premier tour | Second tour | Second tour | Sièges | Sièges |
| Tête de liste | Tête de liste         | Liste                       | #            | %            | #           | %           | #      | %      |
| ------------- | --------------------- | --------------------------- | ------------ | ------------ | ----------- | ----------- | ------ | ------ |
|               | Claire Fita           | PS - PRG - MRC - GE         | 38 275       | 25,70        | 76 427      | 43,57       | 6      | 54,55  |
|               | Guillaume Cros        | EELV - FG - NGS - POC - ERC | 14 302       | 9,61         | 76 427      | 43,57       | 6      | 54,55  |
|               | Jean-Paul Piloz       | FN                          | 45 901       | 30,83        | 58 123      | 33,14       | 3      | 27,27  |
|               | Bernard Carayon       | LR - UDI - MoDem - CPNT     | 31 265       | 21,00        | 40 845      | 23,29       | 2      | 18,18  |
|               | Jean-Marc Bardou      | DLF                         | 6 821        | 4,58         |             |             |        |        |
|               | Pierre Verdier        | DVG                         | 4 178        | 2,81         |             |             |        |        |
|               | Chantal Tressens      | LO                          | 2 724        | 1,83         |             |             |        |        |
|               | Laurence Guinamant    | UDE - Cap21 - PNO           | 2 351        | 1,58         |             |             |        |        |
|               | Michel Bernadou       | ND                          | 1 128        | 0,76         |             |             |        |        |
|               | Jean-François Lacombe | EXD                         | 979          | 0,66         |             |             |        |        |
|               | Reynald Vadepied      | UPR                         | 977          | 0,66         |             |             |        |        |
|               |                       |                             |              |              |             |             |        |        |
| Inscrits      | Inscrits              | Inscrits                    | 287 923      | 100,00       | 288 152     | 100,00      |        |        |
| Abstentions   | Abstentions           | Abstentions                 | 130 643      | 45,37        | 103 546     | 35,93       |        |        |
| Votants       | Votants               | Votants                     | 157 280      | 54,63        | 184 606     | 64,07       |        |        |
| Blancs        | Blancs                | Blancs                      | 4 825        | 3,07         | 4 527       | 2,45        |        |        |
| Nuls          | Nuls                  | Nuls                        | 3 554        | 2,26         | 4 684       | 2,54        |        |        |
| Exprimés      | Exprimés              | Exprimés                    | 148 901      | 94,67        | 175 395     | 95,01       |        |        |

- Résultats du Tarn sur le site du ministère de l'Intérieur

#### Tarn-et-Garonne
| Tête de liste | Tête de liste     | Liste                       | Premier tour | Premier tour | Second tour | Second tour | Sièges | Sièges |
| Tête de liste | Tête de liste     | Liste                       | #            | %            | #           | %           | #      | %      |
| ------------- | ----------------- | --------------------------- | ------------ | ------------ | ----------- | ----------- | ------ | ------ |
|               | Sylvia Pinel      | PS - PRG - MRC - GE         | 20 668       | 22,68        | 42 846      | 39,47       | 3      | 50,00  |
|               | Serge Regourd     | EELV - FG - NGS - POC - ERC | 8 028        | 8,81         | 42 846      | 39,47       | 3      | 50,00  |
|               | Thierry Viallon   | FN                          | 32 478       | 35,65        | 40 887      | 37,67       | 2      | 33,33  |
|               | Thierry Deville   | LR - UDI - MoDem - CPNT     | 18 260       | 20,04        | 24 810      | 22,86       | 1      | 16,67  |
|               | Morgan Lenglet    | DLF                         | 3 952        | 4,34         |             |             |        |        |
|               | Rose Velay Cambon | DVG                         | 2 389        | 2,62         |             |             |        |        |
|               | Richard Blanco    | LO                          | 1 711        | 1,88         |             |             |        |        |
|               | Jérôme Piques     | UDE - Cap21 - PNO           | 1 410        | 1,55         |             |             |        |        |
|               | Gérard Jaeger     | ND                          | 753          | 0,83         |             |             |        |        |
|               | Pierre Verdier    | EXD                         | 738          | 0,81         |             |             |        |        |
|               | Bernard Zanusso   | UPR                         | 716          | 0,79         |             |             |        |        |
|               |                   |                             |              |              |             |             |        |        |
| Inscrits      | Inscrits          | Inscrits                    | 180 225      | 100,00       | 180 298     | 100,00      |        |        |
| Abstentions   | Abstentions       | Abstentions                 | 83 873       | 46,54        | 66 004      | 36,61       |        |        |
| Votants       | Votants           | Votants                     | 96 352       | 53,46        | 114 294     | 63,39       |        |        |
| Blancs        | Blancs            | Blancs                      | 3 013        | 3,13         | 2 664       | 2,33        |        |        |
| Nuls          | Nuls              | Nuls                        | 2 240        | 2,32         | 3 087       | 2,70        |        |        |
| Exprimés      | Exprimés          | Exprimés                    | 91 099       | 94,55        | 108 543     | 94,97       |        |        |

- Résultats du Tarn-et-Garonne sur le site du ministère de l'Intérieur

## Conséquences

### Assemblée régionale élue

Groupes créés au conseil régional au début de la mandature :
Nouveau monde en commun : 26 sièges
Socialiste républicain et citoyen : 49 sièges
Radicaux de gauche : 17 sièges
Union des élus de la droite et du centre : 23 sièges
Front national - Rassemblement bleu marine : 40 sièges
Non-inscrits : 3 sièges

| Liste                                       | Parti | Parti      | 09 | 11 | 12 | 30 | 31 | 32 | 34 | 46 | 48 | 65 | 66 | 81 | 82 | Total |
| ------------------------------------------- | ----- | ---------- | -- | -- | -- | -- | -- | -- | -- | -- | -- | -- | -- | -- | -- | ----- |
| Carole Delga Notre sud en commun            |       | PS         | 1  | 3  | 3  | 6  | 12 | 1  | 9  | 1  | 2  | 2  | 2  | 4  | 1  | 47    |
| Carole Delga Notre sud en commun            |       | PRG        | 1  | 1  | 1  | 1  | 4  | 1  | 2  | 1  | -  | 1  | -  | 1  | 2  | 16    |
| Carole Delga Notre sud en commun            |       | MRC        | -  | -  | -  | -  | 1  | -  | 1  | -  | -  | -  | -  | -  | -  | 2     |
| Carole Delga Notre sud en commun            |       | EÉLV       | 1  | -  | -  | 1  | 4  | 1  | 1  | -  | -  | -  | 2  | 1  | -  | 11    |
| Carole Delga Notre sud en commun            |       | PG         | -  | -  | 1  | -  | 1  | -  | 1  | -  | -  | -  | -  | -  | -  | 3     |
| Carole Delga Notre sud en commun            |       | Ensemble ! | -  | -  | -  | -  | -  | -  | 1  | -  | -  | -  | -  | -  | -  | 1     |
| Carole Delga Notre sud en commun            |       | PCF        | -  | 1  | -  | 1  | 1  | -  | 1  | 1  | -  | -  | 1  | -  | -  | 6     |
| Carole Delga Notre sud en commun            |       | DVG        | -  | -  | -  | 1  | 2  | -  | -  | -  | -  | 1  | 1  | -  | -  | 5     |
| Carole Delga Notre sud en commun            |       | NGS        | -  | -  | -  | -  | -  | -  | 1  | -  | -  | -  | -  | -  | -  | 1     |
| Carole Delga Notre sud en commun            |       | PO         | -  | 1  | -  | -  | -  | -  | -  | -  | -  | -  | -  | -  | -  | 1     |
| Dominique Reynié Je m'engage pour ma région |       | LR         | -  | 1  | 1  | 3  | 4  | 1  | 3  | -  | -  | -  | 2  | 1  | 1  | 17    |
| Dominique Reynié Je m'engage pour ma région |       | UDI        | -  | -  | 1  | -  | 1  | -  | 1  | 1  | -  | 1  | -  | -  | -  | 5     |
| Dominique Reynié Je m'engage pour ma région |       | DVD        | -  | -  | -  | -  | 1  | -  | 1  | -  | -  | -  | -  | -  | -  | 2     |
| Dominique Reynié Je m'engage pour ma région |       | Modem      | -  | -  | -  | -  | -  | -  | -  | -  | -  | -  | -  | 1  | -  | 1     |
| Louis Aliot Front national                  |       | FN         | 1  | 3  | 1  | 7  | 7  | 1  | 9  | 1  | -  | 1  | 4  | 3  | 2  | 40    |

### Élection du président
| Nom | Nom          | Parti | Voix | Résultat |
| --- | ------------ | ----- | ---- | -------- |
|     | Carole Delga | PS    | 89   | Élue     |
|     | France Jamet | FN    | 40   |          |
|     | Nuls         | Nuls  | 29   |          |